# 萨里县 (伊朗)
萨里县（波斯語：‎）是伊朗马赞德兰省的下辖县，是省首府萨里市所在的县。根据2016年人口普查结果，萨里县有人口为504,298人，其中309,820居住于萨里市。